# Xenotrichula velox
Xenotrichula velox är en djurart som tillhör fylumet bukhårsdjur, och som beskrevs av Adolf Remane 1927. Xenotrichula velox ingår i släktet Xenotrichula och familjen Xenotrichulidae. Arten är reproducerande i Sverige. Inga underarter finns listade i Catalogue of Life.